# 신사협의소
신사협의소(紳士協議所)는 대한제국 말기에 조직된 한일 병합 찬성 단체이다.
1909년 말에 일진회의 〈일한합방성명서〉가 발표된 후 이에 동조하여 합방찬성을 주장하는 의견서를 통감부에 제출하였다. 활동 시기는 1910년 전후이나 정확한 설립 및 해체 시기는 알 수 없다.
이 단체를 조직한 서긍순은 행상 집단인 보부상의 전국 조직 대동회에서 교육부장을 지낸 인물이다. 이후 대동상무국 회장을 역임하며 통감부의 정책에 적극 동조해 온 전력이 있었다. 보부상 단체 대동회는 행상이라는 특성상 여러 지역에 흩어져 있는 보부상을 집결하여 상업의 발달을 도모하는 것이 표면적인 목적이었으나, 정치적인 목적을 갖고 운영된 단체였다. 서긍순이 회장을 지낸 대동회 산하의 대동상무국은 대동회가 전국적인 세력 확장을 위해 설치된 기구였다.
신사협의소는 합방찬성 여론이 각계각층에서 일어나는 것처럼 보이기 위해 결성된 여러 단체 중 하나였다. 비슷한 목적에서 탄생한 국민동지찬성회 등과 유사한 내용의 의견서를 제출하는 일회성 활동만 했을 뿐, 일정한 체제나 세력을 갖추지는 못했던 것으로 보고 있다.

## 참고자료
- 친일인명사전편찬위원회 (2004년 12월 27일). 《일제협력단체사전 - 국내 중앙편》. 서울: 민족문제연구소. 87쪽쪽. ISBN 8995330724.